# Śląsk Wrocław
Śląsk Wrocław er en polsk fodboldklub.
Grundlagt i 1947, har klubben sin base i Wrocław (hovedstaden i Nedre Schlesien) og spiller på Miejski Stadion. Klubben havde sin storhedstid i firserne.

## Titler
- Polsk Liga (1): 1976/77, 2011/12
- Polsk pokalturnering (2): 1975/76, 1986/87
- Polsk Super Cuppen (1): 1987

## Kendte spillere
- Bartosz Broniszewski
- Piotr Celeban
- Rafał Gikiewicz
- Jan Tomaszewski
- Zygmunt Kalinowski
- Tomasz Kuszczak
- Adam Matysek
- Sebastian Mila
- Krzysztof Ostrowski
- Andrzej Rudy
- Janusz Sybis
- Grzegorz Szamotulski
- Ryszard Tarasiewicz
- Roman Wójcicki
- Johan Voskamp
- Władysław Żmuda

## Danske spillere
- Patrick Olsen
- Kenneth Zohore